# Vocabularius Sancti Galli
Az ún. Vocabularius Sancti Galli egy ófelnémet-latin nyelvű szószedet. A kisformátumú könyv egy 790-ben leírt és feltehetően improvizált szószedet. Elképzelhető, hogy egy angolszász misszionárius tulajdonában volt (azonban biztos, hogy nem az ír Gallus néven ismert Sankt Gallen-i kolostor alapítójáé volt, aki a 6. században élt). Ez utóbbi feltételezésre az angolszász írnoki hagyományokra utaló stílusból lehet következtetni. A szavak kezdetleges módon, de nagyjából témánként vannak szócsoportokra szedve.
Példa a szószedet szólistájára:
- ligna - uuitu (fa)
- silua - holz (erdő)
- ermis - uualt (erdő)
- radix - uurza (gyökér)
- radices - uurzun (gyökerek)
- scorzia (kijavítva scordia változatról) - rinta (kéreg)
- raumos - esti (ágak)